# Désirée Clary
Bernardine Eugénie Désirée Clary, švedska in norveška kraljica , * 8. november 1777, Marseille, Francija, † 17. december 1860, Stockholm, Švedska.
Désirée je bila kraljica Švedske in Norveške kot soproga kralja Karla XIV. Janeza, nekdanjega francoskega generala in ustanovitelja rodbine Bernadotte, Enkrat je bila tudi zaročena z Napoleonom Bonapartejem. Uradno si je spremenila svoje ime v latinsko ime Desideria, katerega sama ni uporabljala..

## Življenjepis

### Zgodnje življenje in družina
Désirée Clary se je rodila v Marseilleu v Franciji kot hčerka Françoisa Claryja (24. februar 1725 – 20. januar 1794), bogatega proizvajalca in trgovca svile in njegove druge žene (por. 26. junija 1759) Françoise Rose Somis (30. avgust 1737 – 28. januar 1815). François se je pred tem 13. aprila 1751 poročil v Marseilleu z Gabriello Fléchon (1732 – 3. maj 1758), s katero ni imel otrok. Njena sestra Julie Clary se je poročila z Josephom Bonapartejem in je kasneje postala kraljica Neaplja in Španije. Njen brat Nicholas Joseph Clary je postal 1. grof Claryski in se je poročil z Anne Jeanne Rouyer, s katero je imel hčerko Zénaïde Françoise Clary (25. november 1812 – 27. april 1884), ki je bila žena Napoléona Berthiera de Wagrama, 2. vojvoda de Wagramskega (10. september 1810 – 10. februar 1887), sina maršala Berthiera in z njim imela potomce (med katerimi je bila prva žena Joakima, 4. kneza Muratskega).
Désirée je prejela samostansko šolanje, ki so ga običajno dobile hčerke višjih razredov v pre-revolucionarni Franciji, vendar so bili med francosko revolucijo samostani zaprti in Désirée se je vrnila k staršem. Njena izobrazba je bila opisana za slabo. Bila je posvečena svoji rojstni družini do konca svojega življenja. Leta 1794 je umrl njen oče. Kmalu potem je ugotovila, da je dal priziv za oplemenitenje pred revolucijo (zahteva, ki ni bila sprejeta). Zaradi tega so njenega brata Etienna, sedaj glavo družine in njenega skrbnika, revolucionarski organi aretirali. Glede na tradicionalno zgodbo je spremljala svojo svakinjo Suzanno, da bi ljudskega komisarja Albitta rotila za osvoboditev njenega brata. V čakalni sobi je zaspala in nanjo je pozabila vzvišena Suzanne, ki je uspela v svoji misiji. Našel jo je Joseph Bonaparte, ki jo je spremil domov. Josepha so nato predstavili njeni družini. Désirée in Joseph sta se zaročila in Josephovega brata Napoleon Bonaparte so tudi predstavili družini. Po navedbah naj bi Napoleon predlagal, da bi Joseph moral biti zaročen z njeno starejšo sestro Julie, medtem ko bi on moral biti zaročen z Désirée; ta predlog so vsi štirje odobravali. Joseph se je poročil z Julie in Désirée je postala zaročena z Napoleonom Bonapartejem 21. aprila 1795. Med letoma 1795 in 1797 je Désirée živela z materjo v Genovi v Italiji, kjer je imel njen svak diplomatsko misijo in medtem se jim je pridružila družina Bonaparte. Leta 1795 je Napoleon začel razmerje z Joséphine de Beauharnais. Dne 6. septembra je z Désirée prekinil, po čimer ga je tudi osvobodila njegove obljube zaroke. Ena leto kasneje se je poročil z Joséphine.
Leta 1797 je Désirée šla v Rim, kjer je živela s svojo sestro Julie in svojim svakom Josephom, ki je bil francoski ambasador v Papeški državi. Njen odnos z Julie je ostal zelo intenziven in globok. Za kratek čas je bila zaročena z Mathurinom-Léonardom Duphotom, francoskim generalom. Zaroka je bila bolj ali manj dogovorjena z Napoleonove strani, ki se ji je želel odložiti s poroko in Duphota je privlačila njena dota in položaj Napoleonove svakinje. Strinjala se je glede zaroke z malo odpora, saj je bilo znano, da je imel Duphot dolgoročno partnerico in sina. Dne 30. decembra 1797, na dan pred njuno poroko, je bil ubit v anti-francoskem izgredu pred njuno rezidenco Palazzo Corsini v Rimu.

### Madame Bernadotte
Po svoji vrnitvi v Francijo je Désirée živela z Julie in Josephom v Parizu. V Parizu je živela v krogu družine Bonaparte, ki je bila na njeni strani proti Josephini potem, ko je Napoleon z njo prekinil zaroko. Sama tudi ni imela rada Joséphine in jo je klicala stara kurtizana z zasluženo slabim ugledom, vendar naj ne bi kazala sovražnosti, pa tudi ne člani družine Bonaparte. Prejela je snubitev generala Junota, vendar jo je zavrnila, ker je ta snubitev šla skozi Marmonta. Désirée je sčasoma spoznala svojega bodočega može, Jeana Baptista Julesa Bernadotta, še enega francoskega generala in politika. Poročila sta se 17. avgusta 1798 v posvetni slovestnosti v Sceauxu. V predporočni pogodbi je Désirée dobila ekonomsko neodvisnost. Dne 4. julija 1799 je rodila njunega edinega otroka, sina Oskarja.
Med državnim udarom leta 1799, ko je Napoleon prišel na oblast, je bila Désirée izpostavljena manipulaciji tako od družine Bonaparte, ki je hotela, da Bernadotte podpira Napoleona, in Bernadottovo frakcijo, ki je hotela, da on sam ukrepa. Obe strani sta hoteli, da bi vplivala na svojega moža in bi iz njega dobila informacije o njegovih stališčih. Zavedajoč se tega, ji ni povedal svojih načrtov, vendar je kasneje povedal, da je bil med udarom zaradi družinskega vpliva pasiven. Med udarom je bil par prisiljen vzeti zatočišče v podeželski vili generala Sarrazina v Villeneuve St. Georges: Désirée je bila kot kaže med pobegom oblečena kot moški. Ves čas je bila v stiku z Julie in Napoleon je kot kaže sprejel Bernadotta zaradi nje.
Leta 1800 je bila Désirée prisotna na propadlem poskusu atentata na Napoleona, ko je eksplodirala bomba pri Napoleonovi kočiji in pred kočijo, v kateri je bila skupaj s Caroline Bonaparte. Désirée ni zanimala politika, vendar so jo njene dobre povezave naredile za Napoleonovo in moževo lutko ki sta jo oba izrabljala, da bi vplivala drug na drugega in bi si izmenjavala sporočila. Leta 1801 jo je Bernadotte prosil, da skozi Josepha vpliva v korist generala Ernoufa. Eno leto kasneje je bila odkrita zarota proti Napoleonu. Napoleon je sumil Bernadotta in je zasliševal Désirée, ki mu je naivno povedala, da njen mož ni bil vključen, vendar se je v svojem domu sestal z Moreau in je med svojim spancem zamrmral njegovo ime skupaj z besedo zarota. Po tem je Napoleon imenoval Berndaotta za guvernerja Louisiane. Par je bil pripravljen za plovbo, ko je preklical imenovanje.
Dne 19. maja 1804 je njen mož postal maršal Francije, kar ji je dalo enakovreden položaj. Vendar pa je bila glede družbenega položaja opisana za brezbrižno, tako kot njena sestra Julie. Napoleon ji je dal žepnino in hišo v ulici Rue d'Anjou Saint-Honoré, kjer je prebival preostanek svojega življenja, ko je bil v Parizu. Na Napoleonovem kronanju dne 2. decembra 1804 je sledila Jožefini, katere vlečke so nosile njene svakinje, in nosila Jožefinin robček in tančico na blazini.
Njen mož je bil pod Napoleonom vodilni general v francoski vojski in je bil običajno odsoten iz Pariza. Všeč mu je bilo, da je bila članica višje družbe in je na njegovo željo pod vodstvom inštruktorja Montela vzela lekcije iz plesa in etikete. Désirée je imela dober odnos s cesarsko družino Bonaparte. Po prošnji njenega moža ji ni bilo treba biti dvorna dama in sodelovati v dvornem življenju. Živela je v krogu družin Bonaparte in Clary in sodelovala v visoki družbi, kjer je uživala v glasbi, gledališču in plesu, medtem ko je svoja poletja preživela v zdraviliščih ali v svojih podeželskih vilah v La Grangeu in Auteuilu. Verjeto je, da je imela romantično razmerje s korzičanom Angom Chaippom, ki je bil velikokrat njen spremljevalec. Opisana je za lepo, prijetno in spretno plesalko, vendar dokaj anonimno. Večino časa je med moževo odsotnostjo živela ločeno od njega v Parizu.
Ko je bil Bernadotte governer Hanzeatskih mest in Hannovra, ga je Désirée skupaj s sinom nekajkrat obiskala v Hamburgu, vendar ni tam nikoli dolgo ostala, vsakič se je kmalu vrnila v Pariz. nikjer ni želela živeti, razen v Parizu. Leta 1806 je bila prisiljena spremljati ceasarico Jožefino v Mainz. Ko je njen mož leta 1806 postal princ Pontecorvski, je Désirée zaskrbljeno vprašala, če bo morala zapustiti Pariz, vendar je bila srečna, ko ji je bilo zagotovljeno, da ji ne bo treba. Leta 1807 je obiskala Bernadotta v Spandau in Marienburgu v Vzhodni Prusiji, kjer se je zdravil.
Avgusta 1810 je bil Bernadotte izvoljen za dediča na prestolu Švedske. Désirée je na začetku mislila, da je to podobno položaju princa Pontecorvska in ni pričakovala, da bo morala obiskovati Švedsko bolj kot je bila prisiljena obiskovati Pontecorvo: "Mislila sem, da bo isto kot pri Ponte Corvu, kot pri kraju, kjer sem imela naslov." Pozneje je priznala, da ji nikoli ni bilo mar za katerokoli državo razen Francije in ni vedela nič o tujih državah ter je bila obupana, ko so ji povedali, da mora zapustiti Pariz. Désirée je odlašala z odhodom in ni šla s svojim možem. Bila je navdušena nad položajem, ki ga je dobila na francoskem dvoru po povišanju v kronsko princeso (vsak teden je bila povabljena na dogodke na dvoru) in njeni francoski služabniki, ki so jo hoteli odvrniti od odhoda, so jo prestrašili, da se je Švedska nahajala blizu Severnega pola, kjer so polarni medvedi. Končno je zapustila Pariz in je potovala prek Hamburga in Kronborga na Danskem čez Öresund v Helsingborg na Švedskem.

### Prestolonaslednica
22. decembra 1810 je Désirée prispela v Helsingborg na Švedskem s sinom Oskarjem in 6. januarja 1811 so jo predstavili švedskemu kraljevemu dvoru v kraljevi palači v Stockholmu. V Helsingborgu se je srečala s svojo imenovano gospodarico oblačil grofico Caroline Lewenhaupt in z družico Mariano Koskull. Švedsko podnebje naj bi bilo zanjo šok: prispela je pozimi in je sovražila sneg tako, da je jokala. Njen mož se je ob svoji izvolitvi za dediča na švedski prestol spreobrnil v lutrrana in ob njenem prihodu je isto naredil njen sin kot je bilo obvezno in so ji ga vzeli, da bi bil vzgojen za luterana. V skladu z Toleransediktet (zakonom o strpnosti) se njej ni bilo treba spreobrniti in katoliška kapela je bila naročena za njeno uporabo. Désirée ni bila verna, vendar se je udeleževala katoliških maš, ki so jo spominjale na Francijo, in ona je s Te Deumom v svoji kapela praznovala rojstvo Napoleonovega sina, kralja Rima.
Désirée se ni mogla prilagoditi zahtevam uradne dvorne etikete ali sodelovati v predstavitvenih nalogah, ki so jih od nje zahtevali na njenem položaju prestolonaslednice. Njeni francoski spremljevalci, še posebej Elise la Flotte, so jo naredili nepopularno med njenim obiskom, saj so jo spodbudili, da se je pritoževala glede vsega. S kraljico Hedviko Elizabeto Šarloto ni imela dobrega odnosa, vendar naj bi bila kraljica vdova Zofija Magdalena do nje prijazna. Kraljica jo je v svojih slavnih dnevnikih opisala z izrazitim prezirom, vendar jo je tudi imenovala za dobrosrčno, radodarno in prijetno, kadar se je odločila, da ne bo kovala spletk in zarot. Desiderio je tudi imenovala za nezrelega "razvajenega otroka", ki je sovražil vse zahteve švedske prestolonaslednice. Opisala jo je za "Francozinjo od glave do peta", ki ni marala ničesar in se je pritoževala nad vsem, kar ni bilo francoskega, in "posledično je ljudje niso marali."
Désirée je Švedsko zapustila poleti 1811 pod imenom grofice Gotlandske, uradno zaradi svojega zdravja, in se je vrnila v Pariz ter pustila moža in sina. Sama je dejala, da je švedsko plemstvo z njo ravnalo, kot da bi bili iz ledu: "Ne govori z mano o Stockholmu, zazebe me takoj, ko slišim to besedo. " Na Švedskem je njen mož imel ljubico plemenito Mariano Koskull.
Pod imenom grofica Gotlandska je Désirée uradno prebivala inkognito v Parizu, s čimer se je izognila političnim nadzorom. Njeno hišo na Rue d'Anjou je opazovala tajna policija, ki je tudi kontrolirala njena pisma. Imela ni nobenega dvora, samo ženska spremljevalka Elise la Flotte ji je pomagala kot hostesa na sprejemih, in je bila večinoma povezana s krogom tesnih prijateljev in družino. Njene sprejeme sta obiskovala Talleyrand in Fouché, ki sta bila na Napoleonovi misiji poskusa vplivati na njenega soproga skozi njo. Leta 1812 je delovala kot posrednik, ko se je Napoleon pogajal z njenim soprogom s pomočjo vojvodo de Bassano. Njenemu soprogu je bilo všeč, da je prebivala v Parizu, kjer je lahko mirila Napoleonovo jezo nad politiko do Švedske in ga obveščala o dogodkih v središču evropske politike, vendar je bila njuna korespondenca izgubljena, zato ni znano, kako je bil politično usmerjen. Med srečanjem njenega soproga in ruskega carja leta 1812 v Åbu je car predlagal njenemu soprogu, da se loči in se poroči z eno od njegovih sester, vendar ga je zavrnil.
Pred njegovim napadom na Rusijo je Napoleon prosil Désirée, da zapusti Francijo. Pripravila se je na odhod, vendar se ji je temu uspelo izogniti. Ker je uradno živela inkognitno, se lahko izognila političnemu nadzoru, ko sta si Švedska in Francija napovedali vojno leta 1813. Poleti leta 1813, ko se je umaknila na Mortefontaine, podeželsko Julijino posestvo, s Katarino Württemberško, da bi se izognila pozornosti, preden se je vrnila v Pariz na predvečer novega leta 1814. Dne 31. marca 1814 je bila ob prihodu zavezniških vojsk v Parizu po porazu Napoleona njena hiša zatočišče za njeno sestro Julie. 
Srečala se je s svojim soprogom, ki je bil med zavezniškimi generali, ki so prišli v Pariz. Sama se z njim ni vrnila na Švedsko, ko je odšel, kar je pritegnilo pozornost. Ko jo je švedski grof Jacob De la Gardie na Mortefontainu vprašal, zakaj se ni vrnila, mu je odgovorila, da se je bala, da če bi prišla na Švedsko, bi se mož od nje ločil.
14. maja 1814 je bila predstavljena Ludoviku XVIII. Francoskemu, čigar dvor je v naslednjih letih pogosto obiskovala in ta dvor naj bi ji bil zelo všeč. Po stotih dneh leta 1815 so bili člani družine Bonaparte izgnani iz Francije. To je veljalo tudi za njeno sestro Julie in ko je Ludvik XVIII. izrazil željo, da bi ji naredil uslugo, ga je prosila, da naredi izjemo za Julie in ji pusti živeti v Parizu. Leta 1816 je naredila načrte, da se vrne na Švedsko, vendar je želela s sabo odpeljati tudi svojo sestro Julie. Njen mož je menil, da je to nespametno, saj je bila Julie žena Bonaparteja in njeno prisotnost bi lahko imeli za znak, da je on na strani odstavljenega Napoleona. Na koncu se ni nič zgodilo. Takrat je običajno preživljala čas z Germaine de Stael in Juliette Récamier. Leta 1817 je Désiréejin mož postavil grofa de Montrichard  za svojega vohuna v njenem gospodinjstvu, da bi mu poročal, če je naredila karkoli, kar bi lahko njemu škodilo.

### Kraljica soproga
Leta 1818 je njen mož postal kralj Švedske, Désirée pa je postala kraljica. Navkljub temu je ostala v Franciji, uradno zaradi zdravja, kar je sprožilo od njenih obiskovalcev veliko špekulacij. Ko je postala kraljica, ji je švedska kraljica vdova pisala in ji predlagala, da bi morala imeti švedske dvorne dame, vendar ji je Désirée odpisala, da to zanjo ni nujno, saj je še vedno prebivala inkognito. Désirée  je uradno obdržala svoj inkognito in ni gostila dvorjanov, vendar je ostala v stiku s švedsko ambasado, redno obiskovala dvor Ludvika XVIII. in je velikokrat videvala Švede na svojih sprejemih ob četrtkih in nedeljah neuradno v svoji vlogi kraljice, čeprav je še vedno uporabljala naziv grofice.
V tem obdobju se je zaljubila v francoskega predsednika vlade, Duca de Richelieua, kar je pritegnilo pozornost. Po eni različici se je vanj zaljubila, ko mu je Ludvik XVIII. dal nalogo, da naj na najbolj očarljiv možen način zavrne njeno redno pritožbo za njeno sestro Julie. Resnica ali ne, ona se je zaljubila vanj, vendar te naklonjenosti ni bilo tudi s strani Richelieua, ki jo je imel za svojo "noro kraljico". Po mnenju Laura Junota si ni upala govoriti z njim ali se mu približati, ampak mu je sledila kamorkoli je šel, je poskušala priti v stik z njim, mu je sledila na njegovem potovanju v toplice in je pošiljala cvetje v njegovo sobo. Sledila mu je do njegove smrti leta 1822. Še ena različica njenega obnašanja do njega je bila, da ji je njen soprog dal nalogo, da stopi v stik z Richelieumom iz političnih razlogov, vendar ji je bilo zaradi njegovega odnosa preveč nerodno, da bi to storila.
Poleti leta 1822 je njen sin Oscar šel na izlet v Evropo, da bi preveril potencialne neveste, in odločeno je bilo, da se bosta srečala. Ker je bila Francija šteta za neprimerno, sta se srečala v Aachnu in drugič v Švici. Leta 1823 se je Désirée vrnila na Švedsko skupaj s sinovo nevesto Jožefino Leuchtenberško. Namenjeno je bilo, da bo prišla na obisk, vendar je za preostanek svojega življenja ostala na Švedskem. Désirée in Jožefina sta prispeli v Stockholm 13. junija 1823. Tri dni kasneje sta bila kraljevski dvor in vlada predstavljena Désirée in 19. junija se je udeležila uradne dobrodošlice Jožefine in bila na poroki.
Dne 21. avgusta 1829 je bila kronana za kraljico Švedske v Storkyrkanu v Stockholmu. Njeno kronanje je bilo predlagano ob njeni vrnitvi, vendar jo je njen soprog preložil, ker se je bal, da bi se lahko zgodile verske težave. Dejansko so predlagali, da bi se spreobrnila v luteransko vero pred svojim kronanjem, vendar se na koncu vprašanje ni zdelo dovolj pomembno so jo vseeno kronali. Okronana je bila na svojo lastno zahtevo po pritisku na Karla Janeza z željo, da bi morala biti kronana: "Sicer pa ne bi bila dejansko kraljica". Razlog za to naj bi bil, da je kronanje obravnavala za zaščito pred razvezo zakonske zveze. Kasneje v življenju je opisala, kako navdušena je bila v času svojega kronanja. Vseeno pa nikoli ni bila kronana na Norveškem zaradi svojega statusa kot katoličanka. Désirée je prosila, da bi bila kronana tudi za kraljico Norveške, vendar pa na koncu to ni bilo mogoče. Bila je prva meščanka, ki je postala kraljica na Švedskem od Karin Månsdotter iz leta 1568.
Odnos med njo in kraljem Karlom XIV. Janezom bil nekoliko odmaknjen, vendar prijazen. Karl Janez je ravnal z njo z nekaj razdražljivosti, medtem ko se je ona do njega obnašala zelo svobodno in neformalno. Dvor je presenetilo njeno neformalno vedenje. Sama je lahko vstopila v njegovo spalnico in tam ostala do pozno ponoči, čeprav je namignil, da je želel biti sam s svojim najljubšim grofom Magnusom Brahom. Vsako jutro je obiskala moža v spalni srajci, kar je bilo videti za šokantno, ker se je njen mož v tistem času običajno posvetoval s člani državnega sveta v svoji spalnici. Zaradi njunih razlik v navadah, sta le redko videla drug drugega, čeprav sta živela skupaj. Ker je, na primer, vedno zamujala na večerjo, kralj ni jedel obrokov z njo in je raje jedel obroke sam, ni bilo nič nenavadnega, da so plemiči na dvoru sami sedeli za mizo, ne da bi bil kraljevi par prisoten.
Nič ne kaže, da je kdaj imela kaj političnega vpliva in je bila pohvaljena za svoje pomanjkanje vmešavanja v politiko. Kadarkoli je Karl Janez postal vznemirjen, je bilo znano, da ga je lahko pomirila z eno besedo: "Bernadotte!" Taka anekdota je bila, ko je Karl Janez, ki je bil znan po svojem vročem temperamentu in se jezil, kako bi kaznoval nekatere politične svetovalce na različne načine. Za vsako kazen, ki jo je navedel, je rečeno, da je udarila svojo pahljačo ob mizo in rekla okoliškim dvorjanom: "On ne bi mogel poškodovati mačka!", na kar se je dvor začel smejati. Naj bi tudi rekla: "Oh, rada bi te slišala reči, tebe, ki nimaš niti srca, da bi mački zavil vrat!"
V 1830. letih je poskušala biti kar se da najbolj dejavna kot kraljica, katere vlogo ni nikoli želela igrati. Desetletje je opisano kot čas plesov in zabav, več kot jih je bilo videti na švedskem dvoru od časov kralja Gustava III., a se je Désirée kmalu naveličala svojega kraljevega statusa in se je želela vrniti v Francijo. Tega ji njen mož ni dopustil. Kot kraljica je bila Désirée znana predvsem po svojih ekscentričnih navadah. Znano je, da je obrnila čas in posledično je pogosto zamujala in goste pustila čakati, nekaj, kar je razburjalo njenega zakonca. Običajno je šla spat ob štirih zjutraj in se zbudila ob dveh popoldne. Preden je šla spat, je šla na "sprehod s kočijo": na teh sprehodih je pogosto prihajala na obiske, ki so bili časovno neustrezni. Ko je bilo vreme slabo, se je s kočijo peljala okrog dvorišča kraljeve palače. 
Désirée je zanimala moda, kateri je posvetila veliko pozornoosti. Skrbela je za lase ter nosila obleke z globokim izrezom do visoke starosti. Uživala je v plesu: njeno standardno vprašanje na dvornih predstavitvah je bilo, če je debutantkam všeč ples. Ona sama je plesala dobro tudi v visoki starosti.
Njeni pogovori so bili predvsem o njenem življenju v Franciji. Njena nečakinja Marcelle Tascher de la Pagerie je služila kot gospodarica njenih oblačil v prvih letih kraljevanja in je bila tudi njena glavna družba, saj je z njo govorila o svoji glavni temi, o svojem starem življenju. Potem, ko se je njena nečakinja vrnila v Francijo, se je pogosto družila z bogatim trgovcem Carlom Arfwedsonom, ki je bil nekoč gost v njenem otroškem domu. Nikoli ni postala zelo priljubljena na kraljevem dvoru, kjer so jo obravnavali lot domišljavkp zaradi njene preteklosti kot hčerke trgovca in republikanca. Nikoli se tudi ni naučila govoriti švedščine in obstaja veliko anekdot o njenih poskusih govorjenja jezika.
Désirée in snaha sta bili katoličanki, vendar v nasprotju z Jožefino, ki je bila predana in aktivna katoličanka. Désirée ni bila verna. Njena pobožna katoliška snaha je vztrajala, da gre k maši in spovedi. Udeležila se je maše, da bi ugodila Jožefini, a ni hotela priznati nobenih grehov. Ko je duhovnik začel pridigati in jo grajati, ga je utišala in izjavila, da jo tak pogovor razdraži.
Njena najljubša poletna rezidenca je bila palača Rosersberg, kjer imela piščance za hišne ljubljenčke, ampak ker je bil Rosersberg oddaljen, je običajno ostala v palači Drottningholm ali palači Haga. Večkrat je tudi obiskala švedska zdravilišča, npr. Ramlösa. Med njenimi drugimi bolj znanimi dvornimi damami sta bili Norvežanki Kathinka Falbe in Jana Falbe. Zaradi Désiréejine ekscentrične navade sta bili znani kot "Strapatsfröknarna" ali "Mesdemoiselles Calamity". V času bivanja v Rosersberški palači je navkljub strahu pred temo šla na nočne sprehode v parku. Ena dvorna dama je hodila pred njo oblečna v belo, da bi odganjala netopirje. 
Désirée je bila tudi kraljica Norveške. Norveško je obiskala nekajkrat, prvič pa leta 1825. Na Norveškem je najbolj znana kot zaščitnica Eugenia stiftelse (Ustanova Eugenia) v Oslu za revne deklice Marije Schandorff, ki jo je ščitila in večkrat obiskala od leta 1828 do leta 1847.

### Kraljica vdova
Leta 1844 je Karl XIV. Janez umrl in ona je postala kraljica vdova. Po smrti svojega zakonca ji je njen sin, novi kralj Oskar I., dovolil, da obdrži običajne prostore v kraljevi palači, kot tudi celotni dvor, kar pomeni, da ji ne bi bilo treba spremeniti svojih navad. Ko jo je njena snaha, kraljica Jožefina, poskušala prepričati, da naj po svoji volji zmanjša svoj dvor, saj tako velikega ni več potrebovala kot kraljica vdova, ji je odgovorila: "Res je, da vsega ne potrebujem več, ampak me cel dvor še vedno potrebuje." Njeno osebje jo je cenilo in imelo rado. 
Désirée se je vključevala v dobrodelnost, vendar je to bilo diskretno: "Njena dobrodelnost je bila precejšnja, vendar je potekala v tišini". Podprla je revne ženske iz višjih slojev, ko jih zaposlila s šivanjem. Delovala je tudi kot uradni zaščitnik dobrodelnih ustanov, kot je Fruntimmersföreningens flickskola (Dekliška šola ženskega društva). Istega leta, ko je ovdovela, jo je francoski diplomat Bacourt opisal: "Kraljeva družina je ni spremenila, žal zaradi ugleda krone. Vedno  je bila in vedno bo ostala navadna trgovska hči, presenečena nad svojo pozicijo in prestolom." Dodal je tudi, da je bila dobrega srca.
Po vrnitvi na Švedsko je Désirée ohranila svojo hišo na Rue d'Anjou v Parizu, ki je čakala na njeno vrnitev. Upravljala jo je njena sestra Villeneuve in njeno staro francosko osebje, medtem ko je njen posel v Franciji vodil njen nečak, vikont de Clary. V maju 1853, ko je Napoleon III. postal francoski cesar, se je pripravljala, da se vrne v Pariz. Do ladje v Karlskroni jo je pospremil njen vnuk Oskar, a ji je bilo težko zapustiti Švedsko, zaradi strahu pred morskimi potovanji.
V svojih zadnjih letih je bila v skrbeh za svojo hišo v Parizu zaradi načrtov mestnega arhitekt Haussmanna, toda Napoleon III. je naredil izjemo in dovolil, da je njena hiša ostala. Podrli so jo eno leto po njeni smrti. Désirée je imela dokaj harmoničen odnos s snaho in je bila sočutna do Ludoviko Nizozemsko, neveste svojega vnuka.
Po tem, ko je postala vdova, je postajala bolj ekscentrična. V posteljo je šla zjutraj, vstala ob večernih urah, pojedla zajtrk ponoči in se odpeljala okoli s kočijo po ulicah, na dvorišču, ali pa hodila okoli z lučjo po hodnikih spečega gradu. Anekdota pravi: Leta 1843 je stražar videl kraljico v celoti oblečeno na balkonu v palači sredi noči. Ko je prišel domov k ženi, ji je rekel, da je bila lena v primerjavi s kraljico, ki je vstala ure pred sončnim vzhodom. Mislil je, da je kraljica vdova vstala prej kot kdorkoli drug v mestu, ampak v resnici ona še ni šla v spat. Vstajala je ob treh ali štirih popoldne.
Désirée je uživala v nenapovedanih obiskih in včasih je vzela otroke z ulic v palačo in jim dajala sladkarije; ni se resno pogovorjala, vendar pa je rekla samo "Kom, kom!" (švedsko za "Pridi, pridi!").
Obstajajo zgodbe o ljudeh, ki so se zbudili zaradi njene kočije, ko se je peljala po ulicah. Kočija se je včasih ustavila; ona bi spala za nekaj časa in potem ko bi se zbudila, bi kočija nadaljevala svojo pot. Včasih je vozila okrog kraljeve palače. Ta navada se je imenovala "Kring Kring" (švedsko za "okrog in okrog", ena redkih švedskih besed, ki se jih je Désirée naučila).
Na zadnji dan svojega življenja je stopila v svojo ložo v Švedski kraljevi operi tik po tem, ko se je predstava končala. Désirée je umrla 17. decembra 1860 v Stockholmu.

## Nazivi
- 8. november 1777 - 17. avgust 1798: Mademoiselle Bernardine Eugénie Désirée Clary
- 17. avgust 1798 - 1806: Madame Bernadotte
- 1806 - 1810: Njena kraljeva visokost princesa Pontecorška
- 1810 - 1814: Njena kraljeva visokost kronska princesa Švedske
  - v Franciji: Poletje 1811 - 13. junij 1823: Comtesse de Gotland (grofica Gotlandska)
- 1814 - 5. februar 1818: Njena kraljeva visokost kronska princesa Švedske in Norveške
- 5. februar 1818 - 8. marec 1844: Njeno veličanstvo kraljica Švedske in Norveške
- 8. marec 1844 - 8. julij 1859: Njeno veličanstvo kraljica vdova Švedske in Norveške
- 8. julij 1859 - 17. december 1860: Njeno veličanstvo kraljica vdova Desideria Švedska in Norveška

## Predniki
|  |                                 |  |  |  |  |  |  |  |  |  |  |  |  |  |  |  |
|  | 16. Antoine Clary               |  |  |  |  |  |  |  |  |  |  |  |  |  |  |  |
|  |                                 |  |  |  |  |  |  |  |  |  |  |  |  |  |  |  |
|  |                                 |  |  |  |  |  |  |  |  |  |  |  |  |  |  |  |
|  | 8. Jacques Clary                |  |  |  |  |  |  |  |  |  |  |  |  |  |  |  |
|  |                                 |  |  |  |  |  |  |  |  |  |  |  |  |  |  |  |
|  |                                 |  |  |  |  |  |  |  |  |  |  |  |  |  |  |  |
|  | 17. Marguerite Canolle          |  |  |  |  |  |  |  |  |  |  |  |  |  |  |  |
|  |                                 |  |  |  |  |  |  |  |  |  |  |  |  |  |  |  |
|  |                                 |  |  |  |  |  |  |  |  |  |  |  |  |  |  |  |
|  | 4. Joseph Clary                 |  |  |  |  |  |  |  |  |  |  |  |  |  |  |  |
|  |                                 |  |  |  |  |  |  |  |  |  |  |  |  |  |  |  |
|  |                                 |  |  |  |  |  |  |  |  |  |  |  |  |  |  |  |
|  | 18. Angelin Barosse             |  |  |  |  |  |  |  |  |  |  |  |  |  |  |  |
|  |                                 |  |  |  |  |  |  |  |  |  |  |  |  |  |  |  |
|  |                                 |  |  |  |  |  |  |  |  |  |  |  |  |  |  |  |
|  | 9. Catherine Barosse            |  |  |  |  |  |  |  |  |  |  |  |  |  |  |  |
|  |                                 |  |  |  |  |  |  |  |  |  |  |  |  |  |  |  |
|  |                                 |  |  |  |  |  |  |  |  |  |  |  |  |  |  |  |
|  | 19. Jeanne Pélissière           |  |  |  |  |  |  |  |  |  |  |  |  |  |  |  |
|  |                                 |  |  |  |  |  |  |  |  |  |  |  |  |  |  |  |
|  |                                 |  |  |  |  |  |  |  |  |  |  |  |  |  |  |  |
|  | 2. François Clary               |  |  |  |  |  |  |  |  |  |  |  |  |  |  |  |
|  |                                 |  |  |  |  |  |  |  |  |  |  |  |  |  |  |  |
|  |                                 |  |  |  |  |  |  |  |  |  |  |  |  |  |  |  |
|  | 20. David Ammoric               |  |  |  |  |  |  |  |  |  |  |  |  |  |  |  |
|  |                                 |  |  |  |  |  |  |  |  |  |  |  |  |  |  |  |
|  |                                 |  |  |  |  |  |  |  |  |  |  |  |  |  |  |  |
|  | 10. François Ammoric            |  |  |  |  |  |  |  |  |  |  |  |  |  |  |  |
|  |                                 |  |  |  |  |  |  |  |  |  |  |  |  |  |  |  |
|  |                                 |  |  |  |  |  |  |  |  |  |  |  |  |  |  |  |
|  | 21. Magdalene Chabrande         |  |  |  |  |  |  |  |  |  |  |  |  |  |  |  |
|  |                                 |  |  |  |  |  |  |  |  |  |  |  |  |  |  |  |
|  |                                 |  |  |  |  |  |  |  |  |  |  |  |  |  |  |  |
|  | 5. Françoise Agnès Ammoric      |  |  |  |  |  |  |  |  |  |  |  |  |  |  |  |
|  |                                 |  |  |  |  |  |  |  |  |  |  |  |  |  |  |  |
|  |                                 |  |  |  |  |  |  |  |  |  |  |  |  |  |  |  |
|  | 22. Maurice Boisson             |  |  |  |  |  |  |  |  |  |  |  |  |  |  |  |
|  |                                 |  |  |  |  |  |  |  |  |  |  |  |  |  |  |  |
|  |                                 |  |  |  |  |  |  |  |  |  |  |  |  |  |  |  |
|  | 11. Jeanne Boisson              |  |  |  |  |  |  |  |  |  |  |  |  |  |  |  |
|  |                                 |  |  |  |  |  |  |  |  |  |  |  |  |  |  |  |
|  |                                 |  |  |  |  |  |  |  |  |  |  |  |  |  |  |  |
|  | 23. Gabrielle Bouquette         |  |  |  |  |  |  |  |  |  |  |  |  |  |  |  |
|  |                                 |  |  |  |  |  |  |  |  |  |  |  |  |  |  |  |
|  |                                 |  |  |  |  |  |  |  |  |  |  |  |  |  |  |  |
|  | 1. Désirée Clary                |  |  |  |  |  |  |  |  |  |  |  |  |  |  |  |
|  |                                 |  |  |  |  |  |  |  |  |  |  |  |  |  |  |  |
|  |                                 |  |  |  |  |  |  |  |  |  |  |  |  |  |  |  |
|  | 24. François Somis              |  |  |  |  |  |  |  |  |  |  |  |  |  |  |  |
|  |                                 |  |  |  |  |  |  |  |  |  |  |  |  |  |  |  |
|  |                                 |  |  |  |  |  |  |  |  |  |  |  |  |  |  |  |
|  | 12. Jean Louis Somis            |  |  |  |  |  |  |  |  |  |  |  |  |  |  |  |
|  |                                 |  |  |  |  |  |  |  |  |  |  |  |  |  |  |  |
|  |                                 |  |  |  |  |  |  |  |  |  |  |  |  |  |  |  |
|  | 25. Françoise Chiosio           |  |  |  |  |  |  |  |  |  |  |  |  |  |  |  |
|  |                                 |  |  |  |  |  |  |  |  |  |  |  |  |  |  |  |
|  |                                 |  |  |  |  |  |  |  |  |  |  |  |  |  |  |  |
|  | 6. Joseph Ignace Somis          |  |  |  |  |  |  |  |  |  |  |  |  |  |  |  |
|  |                                 |  |  |  |  |  |  |  |  |  |  |  |  |  |  |  |
|  |                                 |  |  |  |  |  |  |  |  |  |  |  |  |  |  |  |
|  | 26. Antoine Christophe Bouchard |  |  |  |  |  |  |  |  |  |  |  |  |  |  |  |
|  |                                 |  |  |  |  |  |  |  |  |  |  |  |  |  |  |  |
|  |                                 |  |  |  |  |  |  |  |  |  |  |  |  |  |  |  |
|  | 13. Françoise Bouchard          |  |  |  |  |  |  |  |  |  |  |  |  |  |  |  |
|  |                                 |  |  |  |  |  |  |  |  |  |  |  |  |  |  |  |
|  |                                 |  |  |  |  |  |  |  |  |  |  |  |  |  |  |  |
|  | 27. Catherine Martel            |  |  |  |  |  |  |  |  |  |  |  |  |  |  |  |
|  |                                 |  |  |  |  |  |  |  |  |  |  |  |  |  |  |  |
|  |                                 |  |  |  |  |  |  |  |  |  |  |  |  |  |  |  |
|  | 3. Françoise Rose Somis         |  |  |  |  |  |  |  |  |  |  |  |  |  |  |  |
|  |                                 |  |  |  |  |  |  |  |  |  |  |  |  |  |  |  |
|  |                                 |  |  |  |  |  |  |  |  |  |  |  |  |  |  |  |
|  | 28. Louis Soucheiron            |  |  |  |  |  |  |  |  |  |  |  |  |  |  |  |
|  |                                 |  |  |  |  |  |  |  |  |  |  |  |  |  |  |  |
|  |                                 |  |  |  |  |  |  |  |  |  |  |  |  |  |  |  |
|  | 14. François Soucheiron         |  |  |  |  |  |  |  |  |  |  |  |  |  |  |  |
|  |                                 |  |  |  |  |  |  |  |  |  |  |  |  |  |  |  |
|  |                                 |  |  |  |  |  |  |  |  |  |  |  |  |  |  |  |
|  | 29. Claire Tolode               |  |  |  |  |  |  |  |  |  |  |  |  |  |  |  |
|  |                                 |  |  |  |  |  |  |  |  |  |  |  |  |  |  |  |
|  |                                 |  |  |  |  |  |  |  |  |  |  |  |  |  |  |  |
|  | 7. Catherine Rose Soucheiron    |  |  |  |  |  |  |  |  |  |  |  |  |  |  |  |
|  |                                 |  |  |  |  |  |  |  |  |  |  |  |  |  |  |  |
|  |                                 |  |  |  |  |  |  |  |  |  |  |  |  |  |  |  |
|  | 30. César Cautier               |  |  |  |  |  |  |  |  |  |  |  |  |  |  |  |
|  |                                 |  |  |  |  |  |  |  |  |  |  |  |  |  |  |  |
|  |                                 |  |  |  |  |  |  |  |  |  |  |  |  |  |  |  |
|  | 15. Anne Cautier                |  |  |  |  |  |  |  |  |  |  |  |  |  |  |  |
|  |                                 |  |  |  |  |  |  |  |  |  |  |  |  |  |  |  |
|  |                                 |  |  |  |  |  |  |  |  |  |  |  |  |  |  |  |
|  | 31. Thérèse Amauric             |  |  |  |  |  |  |  |  |  |  |  |  |  |  |  |
|  |                                 |  |  |  |  |  |  |  |  |  |  |  |  |  |  |  |
|  |                                 |  |  |  |  |  |  |  |  |  |  |  |  |  |  |  |